# V586 Возничего
V586 Возничего (лат. V586 Aurigae) — одиночная переменная звезда в созвездии Возничего на расстоянии приблизительно 3845 световых лет (около 1179 парсеков) от Солнца. Видимая звёздная величина звезды — от +12,09m до +12,05m.

## Характеристики
V586 Возничего — белая пульсирующая переменная звезда типа Дельты Щита (DSCTC:) спектрального класса A0. Масса — около 2,61 солнечной, радиус — около 3,17 солнечных, светимость — около 16,642 солнечных. Эффективная температура — около 6551 K.